# Mario Lang

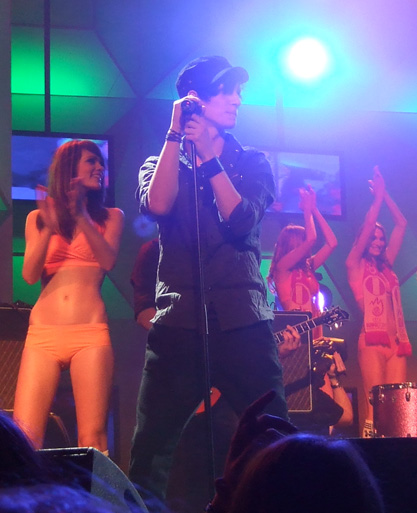
Mario Lang (Wien 2008)

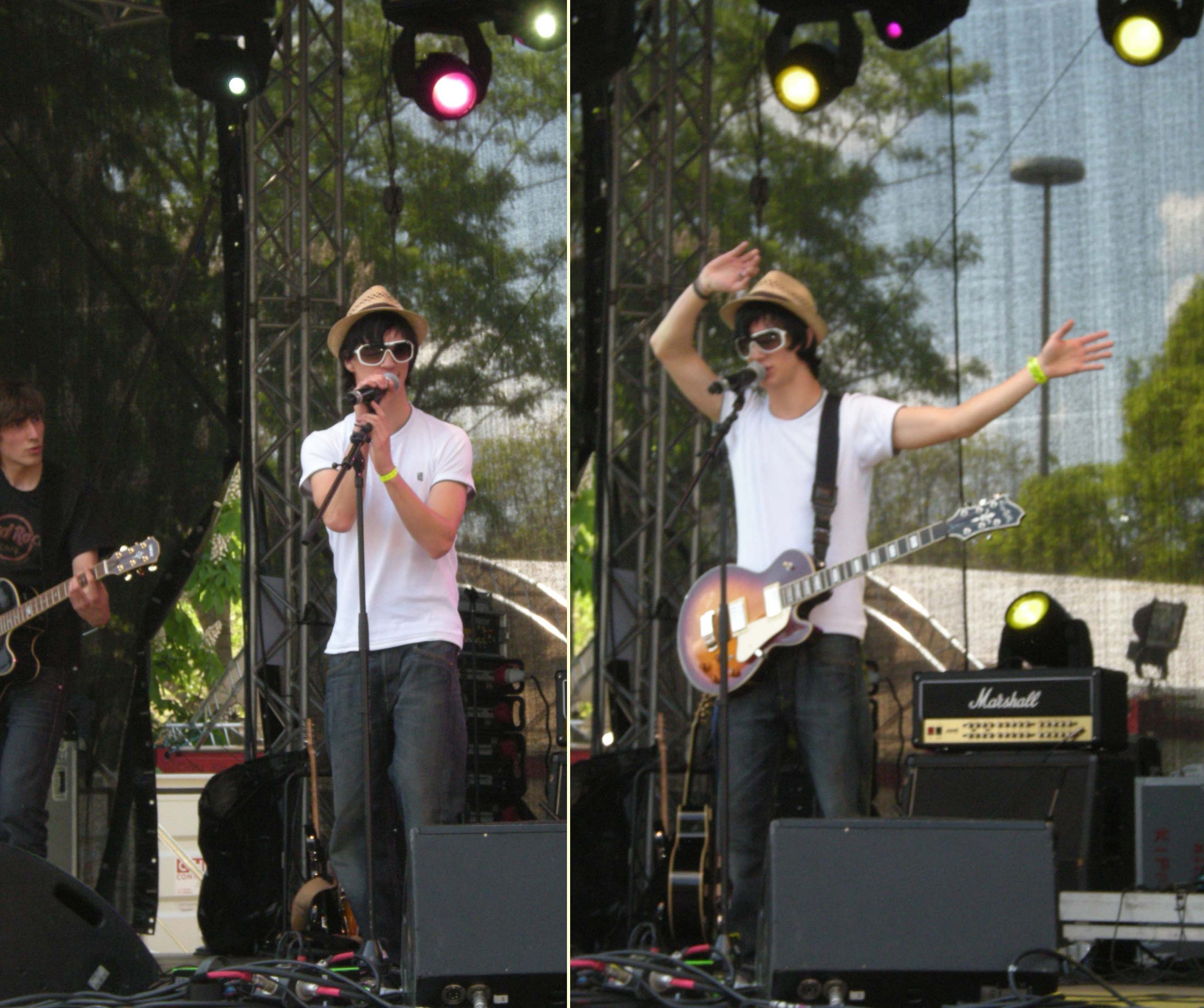
Mario Lang auf der Kaiserwiese (Wien 2008)

Mario Lang (* 22. Dezember 1988 in Bruck an der Mur, Steiermark) ist ein österreichischer Rocksänger. Bekannt wurde er durch seine Teilnahme an der dritten Staffel der Castingshow Starmania, die zwischen Oktober 2006 und Jänner 2007 im Fernsehprogramm des ORF ausgestrahlt wurde.

## Werdegang
Mario Lang wuchs in Sankt Lorenzen im Mürztal in der Steiermark auf und besuchte bis zu seiner Teilnahme an Starmania in Kapfenberg die Schule. Nebenher absolvierte er auch eine zweijährige Stimmbildung (Pop-Musical). Im Sommer 2006 trat er beim Casting für die dritte Staffel von Starmania an. Nach jeweils drei Casting- und Qualifikationsrunden erreichte er das Finale der besten zwölf. Er galt als großer Favorit und in den österreichischen Medien kursierten Gerüchte, die Organisatoren wollen Lang den Wettbewerb gewinnen lassen. Diese Gerüchte lösten sich erst auf, als er am 19. Jänner 2007 in der letzten Show vor dem großen Finale als Viertplatzierter ausschied.
Danach nahm der österreichische Musikproduzent Alexander Kahr, der beispielsweise auch Christina Stürmer (Starmania-Zweitplatzierte von 2003) betreut hatte, Mario Lang unter Vertrag. Gemeinsam produzierten sie seine Debütsingle Dein Weg, die Ende Februar 2007 erschien.
Im Juni 2007 spielte er eine Gastrolle in der österreichischen Daily Soap Mitten im 8en.
Im Sommer 2007 ging er auf Tour. Im November 2007 erschien seine Single Bitte reich mir deine Hand, die es auf Platz 36 der österreichischen Charts schaffte.
Im Frühjahr 2008 nahm Lang am Trainingscamp der österreichischen Doku-Soap Das Match teil und spendete den dazugehörigen Titelsong Bring ihn heim, eine Coverversion von Bring en hei des Schweizers Baschi. Am 18. April präsentierte Lang den Song mit Baschi auf der Amadeus-Preisverleihung.
Er brachte im August 2008 die Single Welthit heraus, kurze Zeit später erschien das Album Welthits.
Ende 2008 gab Mario Lang bekannt, nicht mehr als Solokünstler auftreten, sondern als Bandmusiker in Erscheinung treten zu wollen. 2014 nahm er mit seiner Band Horst an der Fernsehshow Herz von Österreich teil.

## Diskografie

### Singles
- 2007: Dein Weg
- 2007: Du bist so viel
- 2007: Bitte reich mir deine Hand
- 2008: Bring ihn heim
- 2008: Schießt die Deutschen raus! (Download only)
- 2008: Welthit
- 2008: So weit
- 2008: Mondschein

### Alben
- 2007: Mein Weg
- 2008: Welthits